# ميخائيل سوخوف
ميخائيل سوخوف (بالروسية: Михаил Викторович Сухов)‏ هو لاعب كرة قدم روسي في مركزي الوسط والدفاع، ولد في 4 يونيو 1984. لعب مع كريليا سوفيتوف سامارا ونادي شاختار قراغندي.